# 2013 HT156
2013 HT156, também escrito como 2013 HT156, é um objeto transnetuniano que está localizado no Cinturão de Kuiper, uma região do Sistema Solar. Este corpo celeste é classificado como um cubewano. Ele possui uma magnitude absoluta de 7,6 e tem um diâmetro estimado de 133 km.

## Descoberta
2013 HT156 foi descoberto no dia 19 de abril de 2013 pelo Outer Solar System Origins Survey.

## Órbita
A órbita de 2013 HT156 tem uma excentricidade de 0,010 e possui um semieixo maior de 44,253 UA. O seu periélio leva o mesmo a uma distância de 43,804 UA em relação ao Sol e seu afélio a 44,702 UA.